# Paulo Zimmermann
Paulo Zimmermann (Alemanha, 23 de julho de 1862 — Blumenau, 9 de maio de 1923) foi um político teuto-brasileiro.
Filho de Gustavo Zimmermann e de Matilde Winkler Zimmermann. Casou com Joana Geni Jensen Zimmermann e tiveram filhos.

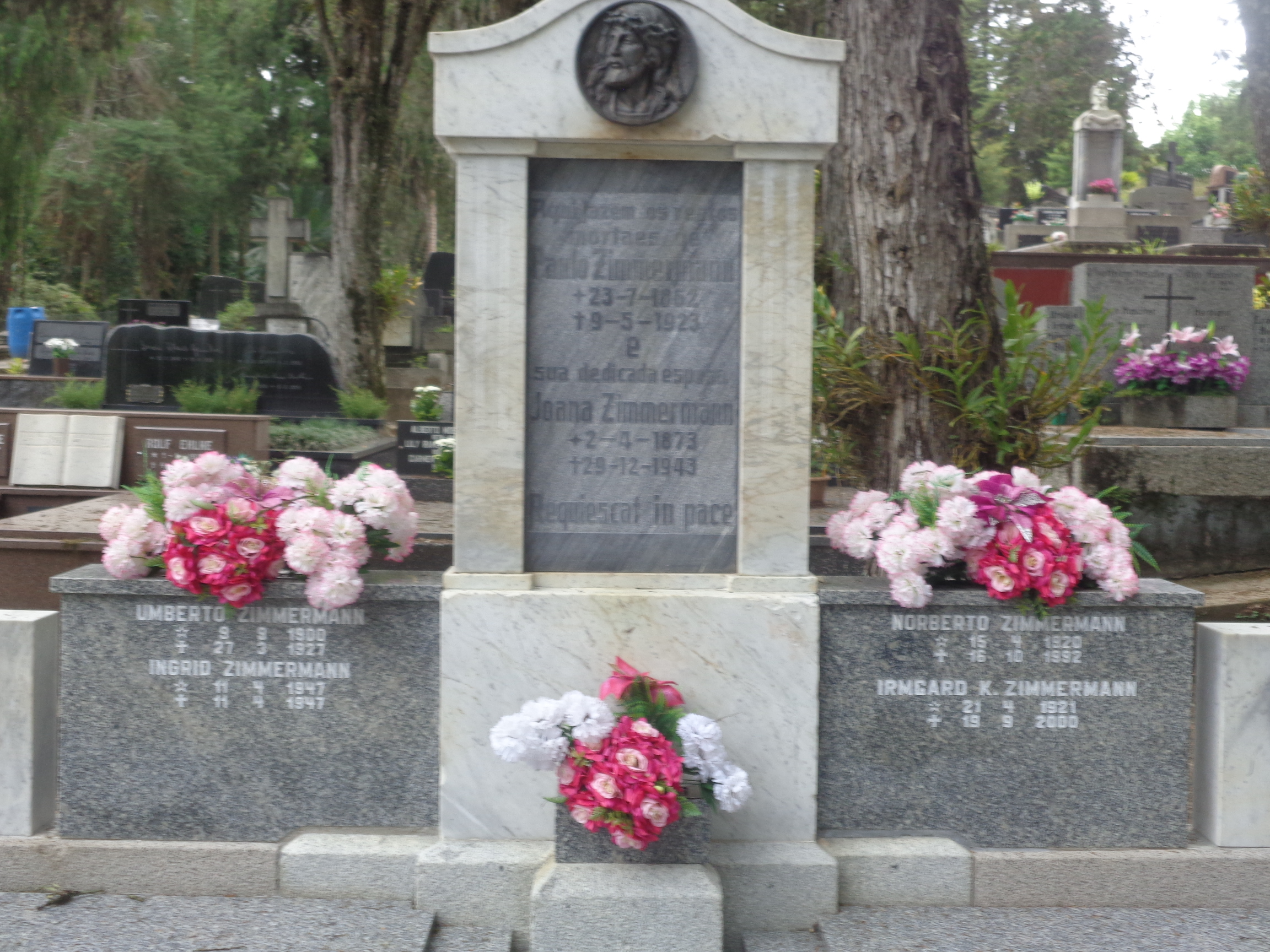
Sepultura de Paulo Zimmermann no Cemitério Evangélico Blumenau Centro

Foi deputado à Assembleia Legislativa de Santa Catarina na 7ª legislatura (1910 — 1912), na 8ª legislatura (1913 — 1915), e na 9ª legislatura (1916 — 1918).
Foi superintendente (prefeito municipal) de Blumenau.